# ان‌جی‌سی ۴۵۱
ان‌جی‌سی ۴۵۱ (انگلیسی: NGC 451) یک کهکشان مارپیچی است که در صورت فلکی ماهی قرار دارد و در سال ۱۸۸۱ میلادی توسط ادوارد استفان کشف شد.